# Feuerliest

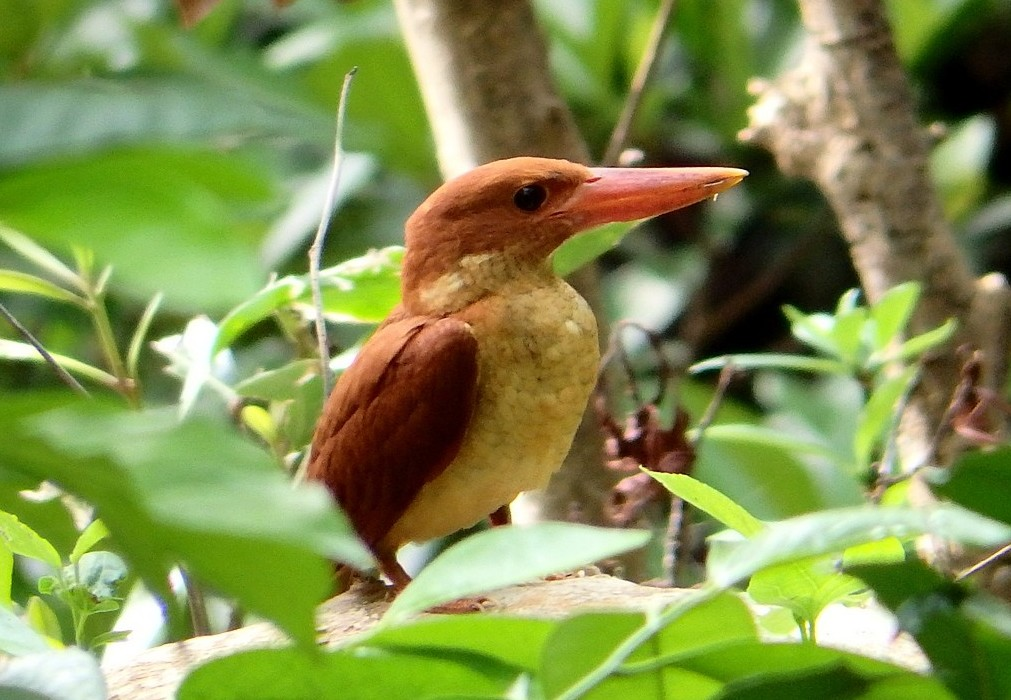
Feuerliest, Taipei

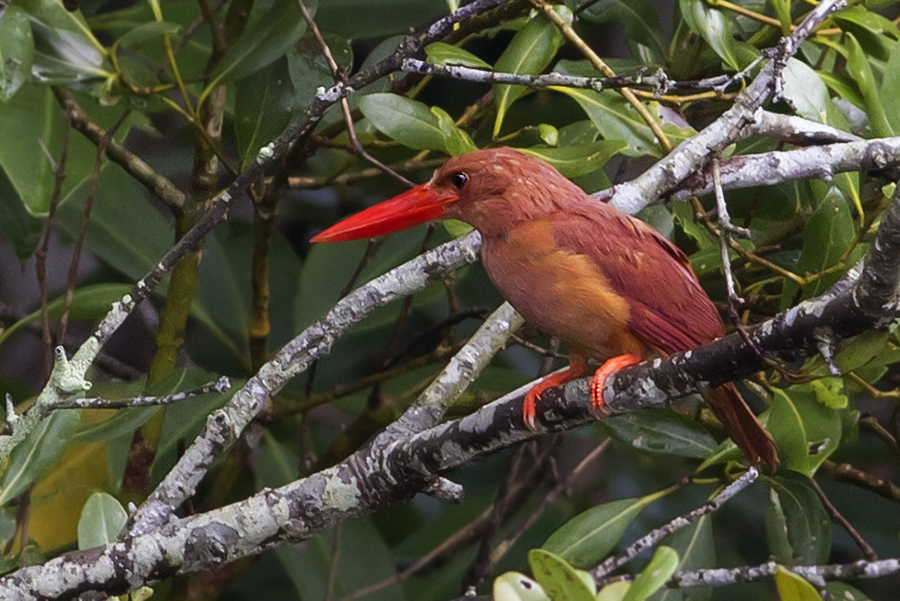
Feuerliest, Bengalen, Indien

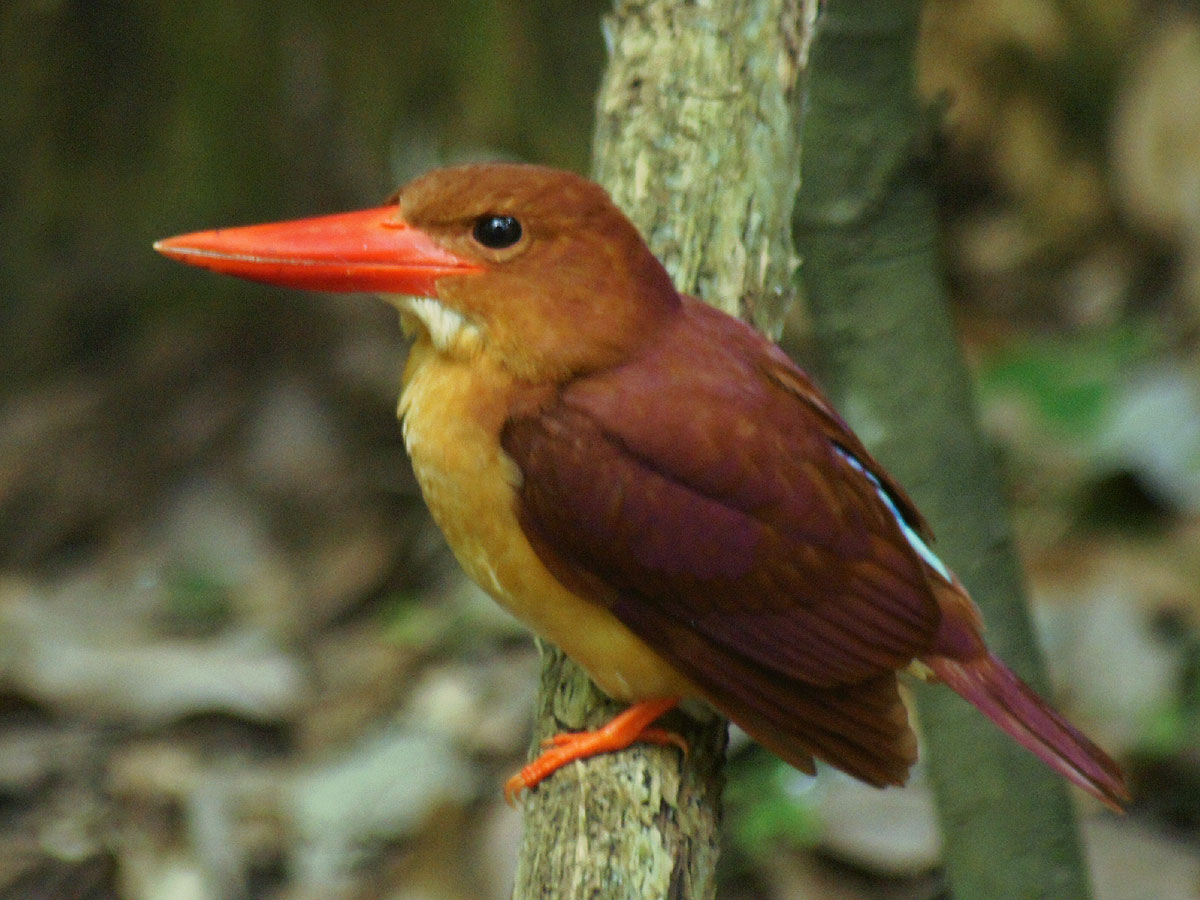
Feuerliest, Japan

Der Feuerliest (Halcyon coromanda) ist ein in Japan, Taiwan und Südostasien lebender Eisvogel. Es werden in dem großen Verbreitungsgebiet dieser Eisvogelart neun Unterarten unterschieden, die sich im Wesentlichen durch den Rotton ihres Gefieders unterscheiden. Die im Norden des Verbreitungsgebietes vorkommenden Unterarten sind Zugvögel und haben spitzer auslaufende Flügel. Bei den tropischen Unterarten, die Standvögel sind, sind die Flügel rundlicher.
Die Bestandssituation des Feuerliests wurde 2016 in der Roten Liste gefährdeter Arten der IUCN als „Least Concern (LC)“ = „nicht gefährdet“ eingestuft.

## Merkmale
Der Feuerliest ist etwa 25 Zentimeter groß und hat ein verwaschen lila bis rostfarbenes Gefieder, einen silbrigblauen Rumpf und einen roten Schnabel und rote Füße.
Der Feuerliest ist ein sehr scheuer und heimlich lebender Vogel. Auf Grund seines langen roten Schnabels und des silbrig grauen Rumpfs ist er in seinem Verbreitungsgebiet mit keiner anderen Art verwechselbar.

## Verbreitung und Zugverhalten
Sein Verbreitungsgebiet erstreckt sich von Japan, Taiwan bis Südostasien. In weiten Teilen seines Verbreitungsgebietes ist der Feuerliest ein seltener Vogel. In einigen Regionen ist er jedoch ein häufiger Vogel. Dazu zählt der Süden von Thailand, die Ryūkyū-Inseln und Sabah auf Borneo.
Feuerlieste, die ihr Brutgebiet in Japan und dem Nordosten Chinas haben, ziehen im Winterhalbjahr über Ostchina und die Ryūkyū-Inseln und Taiwan auf die Philippinen und nach Sulawesi. Feuerlieste, die in Nepal, Indien, Bhutan und Burma brüten, ziehen über die malaiische Halbinsel und überwintern überwiegend auf Sumatra. Einige wenige Individuen in Indien und Korea sind Standvögel.
Auf ihrem Zug halten sich Feuerlieste überwiegend in Waldgebieten auf und ziehen während der Nacht. Der Frühlingszug zurück in die Brutgebiete währt von April bis Ende Mai, in den japanischen und koreanischen Brutgebieten sind Feuerlieste wieder ab Mai anwesend. Der Herbstzug beginnt im September und frühen Oktober.

## Lebensraum
Im Himalaya, Nordostchina und Japan tritt der Feuerliest an oder in der Nähe von Bergbächen, in dichten, immergrünen Wäldern bis in eine Höhe von 1.500 m, auf. In den Tropen bleibt er in bewaldeten Küstenregionen und besonders in der Nähe von Mangroven und der Nipapalme.

## Lebensweise
Auf Grund des scheuen Verhaltens ist über diese Eisvogelart bislang nur sehr wenig bekannt.
Die Nahrung des Feuerliest besteht vermutlich aus großen Insekten wie Käfer, Heuschrecken, Grillen und deren Larven sowie kleine Landschnecken und Eidechsen sowie Fisch und Krebse, Frösche und deren Kaulquappen. Es gibt Indizien, dass sie wie andere Halycon-Arten Ansatzjäger sind, die von einer Warte aus ihre Umgebung beobachten, um dann nach Beute zu stoßen. Während sie auf ihren Warten sitzen, zucken sie immer wieder mit ihren Schwanzfedern und bewegen ihren Kopf ruckartig. Für die auf den Philippinen vorkommenden Arten wird vermutet, dass sie das Gehäuse großer Landschnecken zerschmettern, indem sie diese auf regelmäßig genutzte Steine fallen lassen.
Feuerlieste werden überwiegend einzeln oder paarweise beobachtet. Er ist außerdem sehr ruffreudig. Daraus wird geschlossen, dass sie wie andere Vertreter der Gattung Halycon ein Revier verteidigen. In einzelnen Studien konnte nachgewiesen werden, dass sie sehr standorttreu sind und ihr Gebiet über Jahre hinweg aufsuchen.

## Unterarten
Zehn Unterarten sind bekannt:
- H. c. coromanda  (Latham, 1790)
  - Verbreitung: Nepal, Sikkim, Bhutan, Westbengalen, Bangladesch, Nordbirma und Südwestchina, östlich bis Macau. Überwintern auf der Malaiischen Halbinsel, Sumatra und Java
  - Aussehen: Verwaschen lila bis rostfarbenes Gefieder, silbrigblauer Rumpf, roter Schnabel und rote Füße.
- H. c. mizorhina (Oberholser, 1915)
  - Verbreitung: Andamanen, Südwestbirma
  - Aussehen: Oberseite dunkel rostfarben mit hellem violetten Glanz, Unterseite dunkler als H. c. coromanda, Brust mit Violett verwaschen. Längerer Schnabel
- H. c. major (Temminck & Schlegel, 1848)
  - Verbreitung: Japan, von Hokkaidō bis etwa Kyōto, Südkorea und Nordostchina, hauptsächlich im Küstentiefland von Liaoning, Hebei und Shandong. Zugvögel treten in Ostchina, Taiwan, Ryūkyū-Inseln, Philippinen, Sulawesi und selten auf Borneo auf
  - Aussehen: Unterseite blasser als H.c.coromanda und weniger violett, Teile des Rumpfes blau, reduziert auf einen engen Streifen. Unterseite lederfarbener und viel blasser als H. c. coromanda. Schnabel schlanker, Flügel länger.
- H. c. bangsi (Oberholser, 1915)
  - Verbreitung: Ryūkyū-Inseln, östlich von Taiwan. Überwintern auf den Philippinen, südlich der Talaud-Inseln
  - Aussehen: Oberseite viel dunkler und violetter. Unterseite dunkler und tiefere Schnabelbasis als H. c. coromanda, lange Flügel
- H. c. minor (Temminck & Schlegel, 1848)
  - Verbreitung: Von etwa 10° Nord der Malaiischen Halbinsel südlich bis Singapur, den Riau-Inseln, Sumatra, Mentawai-Inseln, Bangka und Belitung, Westjava und Borneo
  - Aussehen: Oberseite dunkler, Unterseite viel dunkler als H.c.coromanda, kastanienfarben. Krone, Mantel und Brust glänzend und mit violett verwaschen. Größerer silberner Rumpfteil. Kurze Flügel.
- H. c. linae Hubbard & du Pont, 1974
  - Verbreitung: Palawan und Tawi-Tawi (Südwest-Philippinen)
  - Aussehen: Wie H. c. minor, aber leicht dunkleres Ober- und Unterteil. Mantel und Brust fast pflaumenfarben
- H. c. rufa Wallace, 1863
  - Verbreitung: Sulawesi und deren küstennahen Inseln Sangihe-Inseln, Buton und Muna
  - Aussehen: Wie H.c.minor, aber nicht so dunkel. Rumpf blass blau schimmernd. Lange Flügel, langer Schnabel, kurzer Schwanz
- H. c. pelingensis Neumann, 1939
  - Verbreitung: Insel Peleng, eine der Banggai-Inseln (Indonesien)
  - Aussehen: Wie H. c. rufa, mit silbernem Rumpf
- H. c. sulana Mees, 1970
  - Verbreitung: Sula-Inseln, östlich von Peleng
  - Aussehen: Wie H. c. coromanda mit mehr violett und langen Flügeln und langem Schnabel
- H. c. claudiae Hubbard & du Pont, 1974
  - Verbreitung: Tawi-Tawi südliches Sulu-Archipel

## Einzelbelege
1. 1 2  C. Hilary Fry, Kathie Fry, Alan Harris: Kingfishers, Bee-Eaters, & Rollers. S. 141.
2. ↑  
Halcyon coromanda in der Roten Liste gefährdeter Arten der IUCN 2016.10. Eingestellt von: BirdLife International, 2016. Abgerufen am 3. Oktober 2017.
3. 1 2 3 4 5  C. Hilary Fry, Kathie Fry, Alan Harris: Kingfishers, Bee-Eaters, & Rollers. S. 142.
4. 1 2  C. Hilary Fry, Kathie Fry, Alan Harris: Kingfishers, Bee-Eaters, & Rollers. S. 143.
5. ↑  IOC World bird list Rollers, ground rollers, kingfishers